# Піта-крикун
Піта-крикун (Pitta versicolor) — вид горобцеподібних птахів родини пітових (Pittidae).

## Поширення
Вид поширений вздовж східного узбережжя Австралії та на півдні Нової Гвінеї. Мешкає у різноманітних лісах з густим підліском та у мангрових заростях.

## Опис
Дрібний птах, завдовжки 19–21 см, вагою - 70–120 г. Голова чорна, з іржаво-червоними чолом, вершиною, бровами і потилицею. Плечі, груди і стегна вохристі. Живіт чорний, а підхвістя червоне. Спина, крила та верхня частина хвоста мають зелений колір, з основними криючими та кінчиком хвоста синього кольору. Дзьоб чорнуватий, ноги тілесного кольору, а очі карі.

## Спосіб життя
Харчується равликами, хробаками, комахами та іншими безхребетними, яких знаходить на землі в густому підліску. Сезон розмноження досить мінливий, залежно від регіону поширення: у північній частині ареалу пік гніздування припадає на жовтень - березень, тоді як у південній частині птахи розмножуються між червнем та лютим. Гніздо будується на землі обома партнерами. Воно має вигляд яйцеподібної структури з переплетених гілочок, трави та іншого рослинного матеріалу. Розміщене між корінням біля основи старих дерев або в порожнинах між скелями або впалими стовбурами. Самиця відкладає 3-4 білих яйця з чорно-коричневими цятками. Інкубація триває близько двох тижнів. Пташенята виховуються обома батьками протягом двох тижнів.